# Tomaž Becket
Tomaž Becket (znan tudi kot sveti Tomaž Canterburyjski, Thomas of London in pozneje Thomas à Becket ; rojen 21. decembra okoli 1119 (ali 1120), umrl 29. decembra 1170) je bil canterburyjski nadškof od 1162 do umora leta 1170. Katoliška cerkev in anglikanska skupnost sta ga častili kot svetnika in mučenika. Zaradi pravic in privilegijev cerkve se je sprl s kraljem Henrikom II. Privrženci kralja so ga umorili v  stolnici v Canterburyju. Kmalu po njegovi smrti ga je papež Aleksander III. razglasil za svetnika.

## Zgodnje življenje
Becket se je rodil 21. decembra okoli leta 1119 ali 1120 glede na poznejše navedbe v Cheapsidu v Londonu na praznik svetega Tomaža apostola. Bil je sin Gilberta Becketa in matere Matilde. Oče je bil iz Thiervilla v gospostvu Brionne v Normandiji, majhen posestnik ali nepomemben vitez. Tudi Matilda je imela normanske prednike, njena družina je živela pri Caenu. Gilbert je začel svoje življenje kot trgovec, morda kot tekstilni trgovec. Od leta 1120 je živel v Londonu, kjer je bil lastnik nepremičnine in je živel od prihodkov najemnin. V nekem obdobju je bil tudi mestni šerif. Pokopali so ga v stari stolnici svetega Pavla.
Richer de L'Aigle, ki je bil bogat prijatelj Becketovega očeta, je Tomaža pogosto vabil na svoja posestva v Sussexu, kjer je lovil in sokolaril. Becket naj bi se od Richerja veliko naučil. Richer je bil pozneje podpisnik Clarendonskih odlokov proti cerkvi.
Ko je bil Tomaž Becket star 10 let, so ga kot študenta poslali v samostan Merton v Angliji, nato je obiskoval gimnazijo v Londonu, morda tisto v stolnici svetega Pavla. Ni študiral predmetov, ki so presegali trivij (združena in povezana učna vsebina iz treh ved ali treh šolskih predmetov) in kvadrivij na teh šolah. Po svojem 20. letu je preživel približno eno leto v Parizu. Ni pa študiral kanonskega ali civilnega prava, tudi njegova latinščina ni bila nikdar popolna. Kmalu po začetku Tomaževega šolanja je imel Gilbert Becket finančne težave, zato se je bil Tomaž prisiljen preživljati kot uradnik. Sprva mu je oče zagotovil delo v podjetju sorodnika, potem pa je dobil položaj v gospodinjstvu Teobalda iz Beca, takrat canterburyjskega nadškofa.
Teobald mu je zaupal več pomembnih nalog, povezanih z Rimom, poslal ga je tudi v Bologno in Auxerre študirat kanonsko pravo. Teobald je leta 1154 imenoval Becketa za arhidiakona Canterburyja in drugih cerkvenih uradov, skrbel je za številne beneficije, prebende v stolnici v Lincolnu, stolnici svetega Pavla in uradu prošta v Beverleyu. Njegova učinkovitost na teh delovnih mestih je prepričala Teobalda, da ga je priporočil kralju Henriku II. za prosto delovno mesto lorda kanclerja. Becket je bil imenovan januarja 1155. 
Kot kancler je Becket urejal kraljeve vire prihodkov, ki so prihajali od vseh lastnikov zemljišč, tudi cerkev in škofij. Kralj Henrik je celo poslal svojega sina Henrika v Becketovo gospodinjstvo.  Mlajši Henry je poročal, da mu je Becket pokazal več očetovske ljubezni dnevno, kot njegov oče v celotnem življenju.

## Primas (vodilni škof)
Becket je bil imenovan za nadškofa Canterburyja leta 1162, nekaj mesecev po Teobaldovi smrti. Kraljevi svet škofov in plemičev je njegovo izvolitev potrdil 23. maja 1162. Henrik II. je upal, da bo Becket dajal prednost kraljevi vladi in ne cerkvi, vendar pa se je Becket zelo spremenil.
- Becketovo ustoličenje kot canterburyjskega nadškofa iz nottinghamskega alabastra, Muzej Viktorije in Alberta

Becket je bil posvečen v duhovnika 2. junija 1162 v Canterburyju, 3. junija 1162 pa ga je Henrik Blois, winchestrski škof, v prisotnosti drugih sufraganskih škofov v Canterburyju, posvetil v nadškofa.
Razkol med kraljem Henrikom II. in Becketom kot novim nadškofom se je povečal, ko je slednji odstopil kot kancler in skušal obnoviti in razširiti pravice nadškofije. To je med njima povzročilo vrsto sporov, med drugim tudi zaradi pristojnosti posvetnih sodišč nad angleškimi duhovniki, kar je povečalo nasprotje med Becketom in kraljem. Henrikovi poskusi, da bi vplival na druge škofe proti Becketu, so se začeli v Westminstru oktobra 1163, ko je kralj zahteval odobritev tradicionalnih pravic kraljeve vlade do cerkve. Posledica je bila sprejetje Clarendonskih odlokov, ko je Becketa uradno prosil, naj se strinja s kraljevimi pravicami ali pa se spoprime s političnimi posledicami.

## Clarendonski odloki
Kralj Henrik II. je 30. januarja 1164 predsedoval skupščini večine višjih angleških duhovnikov v palači v Clarendonu v Whiltshiru. V 16 odlokih je zahteval več neodvisnosti in šibkejšo povezavo z Rimom. Zastavil je vse svoje sposobnosti, da bi dobil njihovo soglasje. Vsi, razen Becketa so se strinjali. Končno je Becket izrazil pripravljenost, da se strinja z vsebino Clarendonskih odlokov, vendar je še vedno zavrnil uradni podpis dokumentov. Henrik II. je 8. oktobra 1164 poklical Becketa pred veliki svet v gradu Northampton, da bi odgovoril na obtožbe o žalitvi kraljeve oblasti in prestopke v uradu kanclerja. Obsojen je Becket zbežal s sojenja in pobegnil na celino.
Francoski kralj Ludvik VII. je ponudil Becketu zaščito. Skoraj dve leti je preživel v cistercijanski opatiji Pontigny, nato pa mu je Henrik zagrozil in mu ukazal, da se mora vrniti v Sens. Becket se je boril proti izobčenju in prepovedi proti kralju, škofom in kraljestvu, a se je papež Aleksander III., čeprav je z njim teoretično strinjal, odločil za bolj diplomatski način. Papeževi legati so bili poslani leta 1167 s pooblastilom za razsodnike.
Leta 1170 je Aleksander poslal odposlance, da rešijo spor. Henrik je ponudil kompromis, ki bi omogočil Tomažu, da se vrne v Anglijo iz izgnanstva.

## Umor
Junija 1170 je Roger iz Pont L'Évêqua, nadškof v Yorku, skupaj z Gilbertom Foliotom, londonskim škofom, in Joscelinom iz Bohona, škofom iz Salisburyja, okronal nesojenega kralja Henrika mlajšega v Yorku. To je bila kršitev, ker je imel Canterbury privilegij za kronanje, in novembra 1170 je Becket vse tri izobčil. Medtem ko so trije duhovniki pobegnili h kralju v Normandijo , je Becket nadaljeval izobčenje svojih nasprotnikov v cerkvi, kar je izvedel Henrik II., oče Henrika mlajšega.
Na podlagi poročil o Becketovih ukrepih je Henrik izrekel besede, ki so si jih ljudje razlagali, da želi Becketa ubiti.  Kraljeve točne besede so bile dvomljive, poročali so o več različicah. Najpogosteje navedena, kot je nastala po ustnem izročilu, je: "Me bo kdo rešil tega nemirnega duhovnika?"  Zgodovinar Simon Schama trdi, da je to napačno in sprejema trditev sodobnega biografa Edwarda Grima, ki piše v latinščini, da je rekel: "Kakšne nesrečne trote in izdajalce sem hranil in vzgajal v svojem domu, da pustijo, da s tako sramotnim prezirom ravna s svojim gospodarjem ta duhovnik nizkega rodu?«  Znane so številne različice Henrikovih besed.
Kar koli je rekel Henrik II., je bilo razumeti kot kraljev ukaz. Štirje vitezi, Reginald Fitzurse, Hugh de Morville, William de Tracy in Richard le Breton, so sklenili, da se bodo spoprijeli s canterburyjskim nadškofom.
29. decembra 1170 so prispeli v Canterbury. Po zapisu meniha Gervasa iz Canterburyja in očividca Edwarda Grima so svoje orožje pustili pod drevesom pred stolnico in svoje verižne oklepe skrili pod pelerine, preden so vstopili, da bi izzivali Becketa. Vitezi so obvestili Becketa, da mora v Winchester, da bo poročal o svojih dejanjih, a jih je Becket zavrnil. Šli so po svoje orožje, planili v cerkev, da bi ga usmrtili. [14] Becket je medtem nadaljeval svojo pot v glavno dvorano na večernice. Vitezi so ga vihteč z meči ujeli v bližini vrat v samostanskem križnem hodniku, med stopnicami v kripto in stopnicami, ki vodijo navzgor v kor stolnice, kjer so menihi peli večernice.
Več sodobnih zapisov je o tem, kaj se je zgodilo; posebej je treba omeniti Edwarda Grima, ki je bil v napadu ranjen. To je del opisa Edwarda Grima:
Grešniki vitezi so nenadoma skočili nanj, odrezali vrh krone, ki je maziljenega sakralna krizma, posvečena Bogu. Nato je prejel drugi udarec v glavo, a je še vedno stal trdno in nepremično. Po tretjem udarcu je padel na kolena in komolce ter se ponudil kot živa žrtev in rekel potihoma: "V Jezusovem imenu in za zaščito Cerkve sem pripravljen na objem smrti." Tretji vitez mu je povzročil strašno rano, ko je ležal onemogel. S tem zadetkom je teme ločil od glave tako, da se je ulila kri z možgani in obarvala tla stolnice. Neki klerik, ki je prišel z vitezi, je položil nogo na vrat svetega duhovnika in plemenitega mučenika in, grozno, razmetal možgane in kri po tlaku ter kričal proti drugim, "pustite nas proč, vitezi; ta človek ne bo več vstal". 
Še en zapis je mogoče najti v Expugnatio Hibernica ( Osvojitev Irske, 1189), ki ga je napisal Gerald iz Walesa.

## Po Becketovi smrti
Po Becketovi smrti so menihi pripravili njegovo telo za pokop. Po nekaterih zapisih naj bi Becket zaradi pokore nosil cilicij. Kmalu zatem so verniki po vsej Evropi začeli častiti Becketa kot mučenika in 21. februarja 1173, malo več kot dve leti po njegovi smrti, ga je papež Aleksander III. v cerkvi svetega Petra v Segniju razglasil za svetnika. Leta 1173 je bila Becketova sestra Marija imenovana za opatinjo v samostanu Barking za nadomestilo umora brata. 12. julija 1174 se je sredi upora 1173–74 Henrik II. ponižal z javno pokoro na Becketovem grobu, pa tudi v cerkvi svetega Dunstana, ki je postala eden najbolj priljubljenih romarskih krajev v Angliji.
Becketovi morilci so pobegnili na sever v grad Knaresborough, kjer je Hugh de Morville ostal približno leto dni. De Morville je imel nepremičnine v Kambriji, kar je bilo morda priročno za daljše bivanje v ločenem škotskem kraljestvu. Niso bili prijeti, niti jim Henrik II. ni zaplenil premoženja, vendar mu ni uspelo, da bi jim pomagal, ko so avgusta 1171 iskali pomoč pri papežu Aleksandru, ki je vse štiri izobčil. Po odpuščanju so morilci potovali v Rim in papež jim je naložil, da so 14 let služili kot vitezi v svetih deželah. 
To je bil povod za viteze svetega Tomaža, ki so bili ustanovljeni leta 1191 v kraju Akre, in to po zgledu nemškega viteškega reda. To je edini vojaški red, ki izvira iz Anglije (s sedežem v Londonu, Kilkennyju in Nikoziji), tako kot gilbertinski red, ki je bil edini meniški red, ki izvira iz Anglije. Henrik VIII. je oba angleška reda ukinil ob prehodu na reformacijo.
Menihi so se bali, da bi Becketovo truplo ukradli. Da bi to preprečili, so ostanke namestili pod podom vzhodne kripte stolnice. Kamnit pokrov z dvema luknjama je bil postavljen nad grobnico, kamor bi romarji vstavili svoje glave in poljubili grob; ta obred je naslikan na  "čudežnih oknih"  kapele svete Trojice. Stražar grobnice (zdaj se imenuje Wax Chamber) je imel jasen pogled na grobnico. Leta 1220 so bile Becketove kosti preseljene v na novo pozlačen relikviarij v ozadju oltarja v kapeli svete Trojice.  Relikviarij podpirajo trije pari stebrov, ki so na dvignjeni ploščadi iz treh stopenj. Becket je razviden tudi na enem od oken. Canterbury je bil zaradi svoje verske zgodovine vedno romarski kraj, po smrti Tomaža Becketa pa se je število romarjev hitro povečalo.

## Kult v srednjem veku
Na Škotskem je kralj Viljem Lev leta 1178 odredil gradnjo samostana Arbroath. Po končanju leta 1197 je bila nova ustanova posvečena Becketu, ki ga je kralj osebno spoznal na angleškem dvoru kot mlad človek.
7. julija 1220, v 50. jubilejnem letu njegove smrti, so Becketove ostanke preselili iz te prve grobnice v relikviarij v nedavno končani kapeli svete Trojice. Ta prenos je bil "eden velikih simbolnih dogodkov v življenju srednjeveške angleške cerkve" in so se ga udeležili kralj Henrik III., papeški legat, canterburyjski nadškof Stephen Langton in veliko dostojanstvenikov, posvetnih in cerkvenih magnatov. Tako "je bil ustanovljen velik nov praznik, spomin na prenos, ki se je praznoval vsakega julija skoraj povsod v Angliji in tudi v številnih francoskih cerkvah".  Ta festival je bil zatrt leta 1536 v reformaciji. 
Relikviarij je bil tu, dokler ni bil uničen leta 1538 ob razpustitvi samostanov po naročilu kralja Henrika VIII. Kralj je uničil tudi Becketove kosti in odredil, da se vse omembe njegovega imena zabrišejo.
Becketa so kot potomca vodilne trgovske družbe Mercers (Worshipful Company of Mercers) v poznejših stoletjih šteli za Londončana in ga sprejeli kot londonskega zavetnika skupaj s Svetim Pavlom: njuni podobi sta se pojavili na pečatu mesta ter župana. Pečat dobrodelnega sklada, ustanovljenega leta 1282, Bridge House Estates uporablja samo podobo Becketa, medtem ko hrbtna stran kaže upodobitev njegovega mučeništva.
Svetnikova slava se je hitro razširila po vsem normanskem svetu. Prva sveta podoba Becketa, mozaična ikona, je še vedno vidna v monrealski stolnici na Siciliji, ki je nastala kmalu po njegovi smrti. Becketovi bratranci so dobili zatočišče na sicilskem dvoru v izgnanstvu, sicilski kralj Viljem I. se je poročil s hčerko Henrika II. Glavna cerkev sicilijanskega mesta Marsala je posvečena svetemu Tomažu Becketu. Več kot 45 srednjeveških skrinj – relikviarijev je izdelanih v tehniki champlevé (emajl), ki kažejo prizore iz Becketovega življenja, tudi relikvarij (Becket Casket), izvirno narejen za relikvije svetnika v samostanu v Peterboroughu, ki je zdaj v Muzeju Viktorije in Alberta v Londonu.

## Popularna kultura
- Leta 1884 je lord Alfred Tennyson, angleški pesnik, nagrajenec, napisal dramo o Tomažu Becketu in Henriku II. z naslovom Becket. Henry Irving je uprizoril igro po Tennysonovi smrti in je zaigral v naslovni vlogi.
- Sodobna dela, ki temeljijo na zgodbi Tomaža Becketa, so: 
  - Umor v katedrali (Murder in the Cathedral) T. S. Eliota, drama Jeana Anouilha Becket (Becket ni več Norman, ampak Sas) bila posneta kot film z istim naslovom. [19]
  - Boj med močjo cerkve in kraljem je tema romana Kena Folletta Stebri Zemlje (The Pillars of the Earth), kjer je eden zadnjih prizorov umor Tomaža Becketa.
  - Srednjeveški misterij avtorja Jerija Westersona poustvari Chaucerjeve romarje in njegov čas v Canterburyju skupaj z umorom in krajo Becketovih kosti v njegovem zadnjem romanu v seriji Crispin Guest Mysteries Troubled Bones.[20]
- Fundacija The Becket Fund for Religious Liberty, nedobičkonosna, nepristranska, medverska, pravni in izobraževalni zavod, je namenjena zaščiti svobode izražanja vseh verskih tradicij in jo je navdihnil Tomaž Becket. [21]
- V Veliki Britaniji je veliko cerkva, ki se imenujejo po Tomažu Becketu: St. Thomas of Canterbury Church, Canterbury, Church of St Thomas the Martyr, Monmouth, St. Thomas à Becket Church, Pensford, St. Thomas à Becket Church, Widcombe, Church of St. Thomas à Becket, Capel, St. Thomas the Martyr, Bristol and St. Thomas the Martyr's Church, Oxford in v Franciji: Église Saint-Thomas de Cantorbéry at Mont-Saint-Aignan (Upper-Normandy), Église Saint-Thomas-Becket at Gravelines (Nord-Pas-de-Calais), Église Saint-Thomas Becket at Avrieux (Rhône-Alpes), Église saint-Thomas Becket at Bénodet (Brittany), itd.
- Tudi veliko šol se imenuje po njem: Becket Keys Church of England School in St. Thomas of Canterbury Church of England Aided Junior School.
- Hrib in mestni del (Szenttamás) v Esztergomu na Madžarskem se imenuje po Tomažu Becketu.